# Miami-Dade Metrorail
| Vierwagenzug von Hitachi |                      |                                         |                                         |
| Streckennetz der Miami-Dade Metrorail |                      |                                         |                                         |
| Streckenlänge: | 39,3 km              |                                         |                                         |
| Spurweite: | 1435 mm (Normalspur) |                                         |                                         |
| Stromsystem: | 750 V =              |                                         |                                         |
| |                      |                                         |                                         |
| Eröffnung: | 20. Mai 1984         |                                         |                                         |
| Stationen: | 23                   |                                         |                                         |
| \| \| \| Palmetto \| \| \| \| \| Okeechobee \| \| \| \| \| Hialeah \| \| \| \| \| Tri-Rail Station Amtrak-Bahnhof \| \| \| \| \| Northside \| \| \| \| \| Dr. Martin Luther King Jr. Plaza \| \| \| \| \| Brownsville \| \| \| \| \| Miami Airport Station \| \| \| \| \| \| \| \| \| \| Earlington Heights \| \| \| \| \| Allapattah \| \| \| \| \| Santa Clara \| \| \| \| \| Civic Center \| \| \| \| \| Culmer \| \| \| \| \| Historic Overtown/Lyric Theatre \| \| \| \| \| Government Center Miami-Dade Metromover \| \| \| \| \| Brickell Miami-Dade Metromover \| \| \| \| \| Vizcaya \| \| \| \| \| Coconut Grove \| \| \| \| \| Douglas Road \| \| \| \| \| University \| \| \| \| \| South Miami \| \| \| \| \| Dadeland North \| \| \| \| \| Dadeland South \| \| |                      |                                         |                                         |
| U-Bahn-Kopfbahnhof Streckenanfang |                      | Palmetto                                | Palmetto                                |
| U-Bahn-Haltepunkt / Haltestelle |                      | Okeechobee                              | Okeechobee                              |
| U-Bahn-Haltepunkt / Haltestelle |                      | Hialeah                                 | Hialeah                                 |
| U-Bahn-Turmhaltepunkt mit Eisenbahn-Strecke quer geradeaus oben |                      | Tri-Rail Station Amtrak-Bahnhof         | Tri-Rail Station Amtrak-Bahnhof         |
| U-Bahn-Haltepunkt / Haltestelle |                      | Northside                               | Northside                               |
| U-Bahn-Haltepunkt / Haltestelle |                      | Dr. Martin Luther King Jr. Plaza        | Dr. Martin Luther King Jr. Plaza        |
| U-Bahn-Haltepunkt / Haltestelle |                      | Brownsville                             | Brownsville                             |
| U-Bahn-Kopfbahnhof Streckenanfang · U-Bahn-Strecke |                      | Miami Airport Station                   | Miami Airport Station                   |
| U-Bahn-Verschwenkung nach links · U-Bahn-Verschwenkung nach rechts |                      |                                         |                                         |
| U-Bahn-Haltepunkt / Haltestelle |                      | Earlington Heights                      | Earlington Heights                      |
| U-Bahn-Haltepunkt / Haltestelle |                      | Allapattah                              | Allapattah                              |
| U-Bahn-Haltepunkt / Haltestelle |                      | Santa Clara                             | Santa Clara                             |
| U-Bahn-Haltepunkt / Haltestelle |                      | Civic Center                            | Civic Center                            |
| U-Bahn-Haltepunkt / Haltestelle |                      | Culmer                                  | Culmer                                  |
| U-Bahn-Haltepunkt / Haltestelle |                      | Historic Overtown/Lyric Theatre         | Historic Overtown/Lyric Theatre         |
| U-Bahn-Bahnhof |                      | Government Center Miami-Dade Metromover | Government Center Miami-Dade Metromover |
| U-Bahn-Bahnhof |                      | Brickell Miami-Dade Metromover          | Brickell Miami-Dade Metromover          |
| U-Bahn-Haltepunkt / Haltestelle |                      | Vizcaya                                 | Vizcaya                                 |
| U-Bahn-Haltepunkt / Haltestelle |                      | Coconut Grove                           | Coconut Grove                           |
| U-Bahn-Haltepunkt / Haltestelle |                      | Douglas Road                            | Douglas Road                            |
| U-Bahn-Haltepunkt / Haltestelle |                      | University                              | University                              |
| U-Bahn-Haltepunkt / Haltestelle |                      | South Miami                             | South Miami                             |
| U-Bahn-Haltepunkt / Haltestelle |                      | Dadeland North                          | Dadeland North                          |
| U-Bahn-Kopfbahnhof Streckenende |                      | Dadeland South                          | Dadeland South                          |

Die Miami-Dade Metrorail ist eine normalspurige, elektrisch betriebene Hochbahn im Miami-Dade County im US-Bundesstaat Florida. Sie verbindet die Großstadt Miami mit einigen ihrer Vororte und wird von der örtlichen Verkehrsbehörde Miami-Dade Transit betrieben.

## Strecke
Das Netz besteht im Wesentlichen aus einer einzigen Strecke, die von Medley im Nordwesten über Hialeah und die Innenstadt über Coral Gables und South Miami nach Pinecrest (Kendall/Dadeland Mall) im Südwesten führt. Diese ist 22,4 Meilen (36,04 km) lang und besitzt 22 Stationen. Der erste Streckenabschnitt wurde am 20. Mai 1984 eröffnet.
In der Innenstadt kann an den Stationen Government Center und Brickell zum teilweise parallel verlaufenden Metromover umgestiegen werden. Dieser Peoplemover führt ringförmig um das Stadtzentrum herum.
Im Juni 2012 wurde zusätzlich der Miami International Airport an das Netz angebunden. Dazu wurde vom nördlichen Streckenabschnitt ausgehend eine knapp vier Kilometer lange Stichstrecke ohne Zwischenhalte in westliche Richtung gebaut. Zur Unterscheidung der Reiseziele werden die Züge seitdem mit Linienfarben gekennzeichnet.
Die Anbindung der Florida International University im Westen der Stadt sowie weiterer Vororte im Norden ist vorgesehen. Ferner ist am südwestlichen Streckenende eine Verlängerung geplant; dazu wurde 1997 entlang der U.S. Route 1 ein Schnellbusverkehr als Vorläuferbetrieb eingerichtet.
Die Metrorail ist nahezu vollständig aufgeständert angelegt bis auf drei Stellen, an denen ebenfalls aufgeständerte Autobahnen ebenerdig unterquert werden. Tragwerk, Stationen und Fahrweg sind aus Stahlbeton errichtet; die Schienen liegen auf Fester Fahrbahn.

## Fahrzeuge

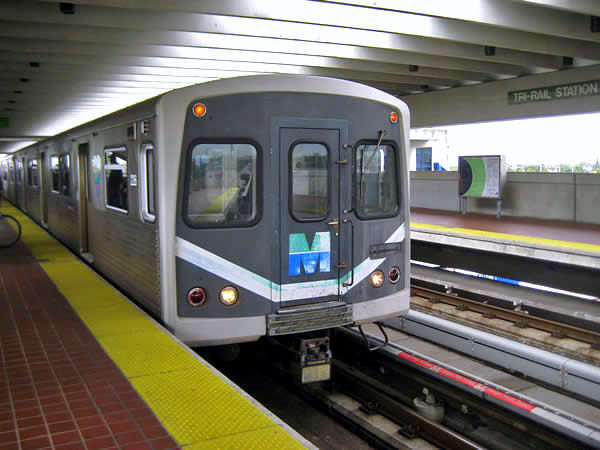
Erste Fahrzeuggeneration von Budd

Die ursprünglich eingesetzten Fahrzeuge waren Doppeltriebwagen des ehemaligen US-amerikanischen Schienenfahrzeugbauers Budd, welche baugleich mit denen der Baltimore Metro Subway sind, die etwa zur selben Zeit den Betrieb aufnahm, und von denen 136 Wagen vorhanden waren. Ein Doppeltriebwagen ist 46 Meter lang, 3 Meter breit und kann 110 km/h erreichen. Die Fahrzeuge wurden bis 2020 außer Dienst gestellt und durch 136 Wagen des Herstellers Hitachi Rail Italia ersetzt, die seit 2017 eingesetzt werden. Diese Doppeltriebwagen werden gewöhnlich zu Vierwagenzügen gekuppelt.